# اولریخ آیکه
اولریخ آیکه (انگلیسی: Ulrich Eicke؛ زادهٔ ۱۸ فوریهٔ ۱۹۵۲) قایقران کانو اهل آلمان بود.